# 周炅
周 炅（しゅう けい、513年 - 576年）は、南朝梁から陳にかけての軍人。字は文昭。本貫は汝南郡安成県。

## 経歴
梁の廬桂二州刺史の周霊起の子として生まれた。若くして任侠を自認し、軍を率いる才能があった。大同年間、通直散騎侍郎・朱衣直閤となった。太清元年（547年）、弋陽郡太守として出向した。侯景の乱が起こると、湘東王蕭繹の承制のもとで周炅は西陽郡太守となり、西陵県伯に封じられた。侯景が兄の子の侯思穆を派遣して斉安を守らせると、周炅は精鋭を率いて侯思穆を撃破し、捕らえて斬った。功績により持節・高州刺史に任じられた。このころ周炅は武昌郡と西陽郡に拠って兵士を集め、その武力は充実した。侯景の将の任約が樊山に拠ると、周炅は寧州長史の徐文盛とともに任約を撃って、その部将の叱羅子通や趙迦婁らを斬った。勝利に乗じて任約を追撃し、連勝して任約の兵をほぼ殲滅した。承聖元年（552年）、使持節・都督江定二州諸軍事・戎昭将軍・江州刺史となり、爵位は侯に進んだ。
永定元年（557年）、陳が建国されると、王琳が郢州に拠ったため、周炅は王琳に従った。王琳がその部将の曹慶らを臨川郡に派遣して周迪を攻撃させると、周炅は別軍を率いて進軍したが、侯安都に敗れて捕らえられ、建康に連行された。陳の文帝に許されて、戎威将軍・定州刺史に任じられ、西陽・武昌二郡太守を兼ねた。
天嘉2年（561年）、留異が東陽郡に拠って反乱を起こすと、周炅は文帝により建康に召還され、留異征討の命が下るのを待った。しかし留異の乱が平定されないうちに、周炅は本鎮に帰された。天康元年（566年）、華皎の乱の鎮圧に参加し、員外散騎常侍の位を受けた。太建元年（569年）、持節・龍驤将軍・通直散騎常侍の位に進んだ。
太建5年（573年）、使持節・西道都督安蘄江衡司定六州諸軍事・安州刺史に任じられ、龍源県侯に改封された。呉明徹の北伐に参加し、連戦連勝して1カ月間で12城を落とした。北斉の尚書左丞陸騫が2万の兵を率いて巴州・蘄州から出てくると、周炅は陸騫と対峙した。周炅は弱い輜重兵をとどめて陽動の兵として陸騫に当たらせ、自らは精鋭を率いて間道から陸騫の後背に回り、陸騫の軍を撃破した。巴州に進攻してこれを落とした。このため江北の諸城と穀陽の軍民は、北斉の将軍を殺して城ごと降伏した。周炅は和戎将軍・散騎常侍の位に進んだ。追って入朝を命じられた。
かつて後梁の定州刺史の田龍升が陳に降伏し、振遠将軍・定州刺史に任じられ、赤亭王に封じられていた。周炅が建康に入朝すると、田龍升は江北の6州7鎮とともに北斉につき、北斉の歴陽王元景安が軍を率いて田龍升を援助した。周炅は陳の江北道大都督に任じられ、軍を率いて田龍升を討った。田龍升が弋陽郡太守の田龍琰に2万の兵を率いて亭川に布陣させると、元景安は水陵・陰山にあって田龍琰の援軍となり、田龍升は軍を率いてまた別に山谷に陣を張った。周炅は兵を分かっておのおのの軍に当たらせ、自らは精鋭を率いてまず田龍升を攻撃した。田龍升が敗れると、田龍琰は敗走したため、周炅は追撃してかれらを斬った。元景安が退却したため、陳は江北の地を奪回することができた。周炅は功績により平北将軍・定州刺史に進んだ。
太建8年（576年）、在官のまま死去した。享年は64。司州刺史の位を追贈され、武昌郡公に追封された。諡は壮といった。

## 子女
- 周法僧（後嗣、宣城郡太守、武昌県公、定州刺史）
- 周法尚

## 伝記資料
- 『陳書』巻13 列伝第7
- 『南史』巻67 列伝第57